# Matt Helm
Matt Helm è un personaggio letterario creato dallo scrittore statunitense Donald Hamilton e protagonista di una serie di romanzi di spionaggio pubblicati negli USA dal 1960 al 1993. La serie venne edita anche in Italia dagli anni sessanta alla fine degli anni novanta. È un agente segreto al servizio del governo statunitense con il compito primario di uccidere o rendere inoffensivi gli agenti nemici.
Il personaggio ha avuto negli anni 60 una trasposizione cinematografica in una serie di film dove venne interpretato da Dean Martin e, fra il 1975 e il 1976, una trasposizione in una  serie televisiva dove venne interpretato da Anthony Franciosa.

## Storia editoriale
Romanzi
- Matt Helm - Missione privata (Death of a Citizen, 1960), I Rapidi Mondadori n. 2
- Matt Helm - Spia speciale (The Wrecking Crew, 1960), Sugar Editore
edito con il titolo "L'ora dei dannati" ne I Gialli Neri Sugar
- The Removers (1961)
- Matt Helm - Doppio gioco (The Silencers, 1962), Segretissimo n. 49
edito con il titolo "Matt Helm - Silenziatore" ne I Rapidi Mondadori n. 1
- Murderers' Row (1962)
- Matt Helm - Missione incubo (The Ambushers, 1963), Segretissimo n. 90
- Parola d'ordine: pista di lancio (The Shadowers, 1964), Segretissimo n. 78
- Riuscirà Matt Helm a salvare la figlia di tanta madre? (The Ravagers, 1964), Segretissimo n. 304
- Matt Helm e i devastatori (The Devastators, 1965), I Rapidi Mondadori n. 17
- Matt Helm - Tradire a vista (The Betrayers, 1966), Segretissimo n. 312
- Matt Helm - Minaccia a cielo aperto (The Menacers, 1968), Segretissimo n. 320
- Matt Helm - Non fidarsi è meglio (The Interlopers, 1969), Segretissimo n. 327
- Matt Helm - La CIA li fa e poi li accoppia (The Poisoners, 1971), Segretissimo n. 404
- The Intriguers (1972)
- The Intimidators (1974)
- Cocktail al greggio (The Terminators, 1975), Segretissimo n. 689
- The Retaliators (1976)
- Matt Helm - A proposito di terrore (The Terrorizers, 1977), Segretissimo n. 763
- Matt Helm - Vendetta sul mare (The Revengers, 1982), Segretissimo n. 1037
- Non annientate Matt Helm (The Annihilators, 1983), Segretissimo n. 1057
- Matt Helm - Il quarto livello (The Infiltrators, 1984), Segretissimo n. 1044
- The Detonators (1985)
- The Vanishers (1986)
- The Demolishers (1987)
- The Frighteners (1989)
- The Threateners (1992)
- The Damagers (1993)

Il romanzo The Dominators venne completato da Hamilton solo alla fine degli anni 90 ma mai pubblicato; nel 2002 un editore si dichiarò interessato a pubblicarlo ma è rimasto inedito.

## Trasposizione in altri media

### Cinema
- Matt Helm il silenziatore (The Silencers), regia di Phil Karlson (1966)
- Matt Helm... non perdona! (Murderers' Row), regia di Henry Levin (1966)
- L'imboscata (The Ambushers), regia di Henry Levin (1967)
- Missione compiuta stop. Bacioni Matt Helm (The Wrecking Crew), regia di Phil Karlson (1969)

### Televisione
- Matt Helm - serie TV  (1975-1976)